# Hisako, principessa Takamado
Hisako, Principessa Takamado (憲仁親王妃久子?, Norihito Shinnōhi Hisako), nata Hisako Tottori (鳥取久子?, Tottori Hisako), (Tokyo, 10 luglio 1953), è un membro della famiglia imperiale del Giappone, avendo sposato Norihito, principe Takamado, cugino dell'Imperatore Akihito, morto nel 2002.
È nota anche come Hisako di Takamado o Hisako del Giappone.

## Biografia

### Primi anni di vita, formazione e carriera
Hisako Tottori è nata a Tokyo il 10 luglio 1953 da un industriale, Shigejiro Tottori e sua moglie, Fumiko Tomoda. Hisako ha accompagnato il padre in Inghilterra, dove è stato trasferito per lavoro e, ancora bambina, ha imparato bene la lingua inglese.
Successivamente, nel 1975, si è laureata al Girton College dell'Università di Cambridge in antropologia e archeologia. Al suo ritorno in Giappone, ha trovato lavoro per una società di traduzione, ma ben presto è tornata in Inghilterra per conoscere la terminologia giuridica utilizzata negli statuti societari.
Nel 1982, è rientrata in patria. Dopo il suo ritorno, è stata assunta per assistere il principe Mikasa come interprete e assistente al 31° Simposio internazionale culturale Asia-Nord Africa.
La principessa è autrice di due libri per bambini pubblicati in inglese: Katie and the Dream-Eater (OUP, 1996) e Lulie Iceberg (OUP, 1998).
Nel febbraio del 2012, ha ricevuto un dottorato di ricerca in arte dall'Università delle Arti di Osaka.

### Matrimonio e famiglia
Il 23 aprile 1984, ha partecipato a un ricevimento offerto all'ambasciata del Canada a Tokyo. Lì ha conosciuto il principe Norihito. Quest'ultimo si è dichiarato il 20 maggio successivo mentre il Consiglio della Casa Imperiale ha annunciato il fidanzamento il 1º agosto 1984.
La cerimonia ufficiale ha avuto luogo il 17 settembre 1984; le nozze sono state celebrate il 6 dicembre 1984. Il principe e la principessa hanno avuto tre figlie:
- Principessa Tsuguko (承子女王?, Tsuguko Joō), nata l'8 marzo 1986;
- Noriko (典子女王?, Noriko Joō), nata il 22 luglio 1988;
- Ayako (絢子女王?, Ayako Joō), nata il 15 settembre 1990.

Il principe Takamado è morto il 21 novembre 2002 di fibrillazione ventricolare mentre giocava a squash con l'ambasciatore canadese, Robert G. Wright, nell'ambasciata del Canada.

### Servizio pubblico

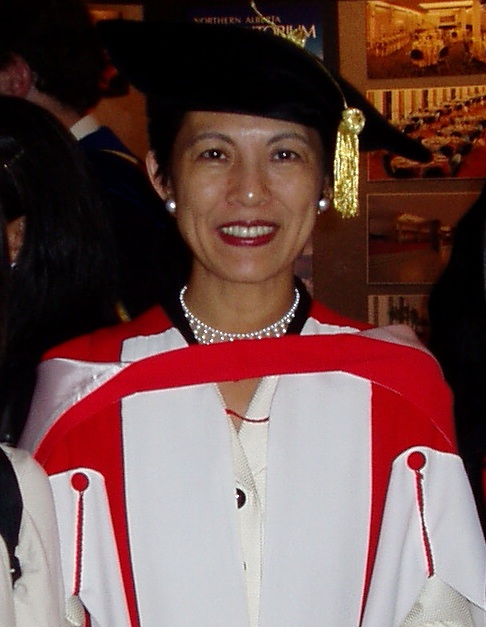
La principessa poco dopo aver ricevuto la laurea honoris causa ed aver consegnato il discorso di convocazione dell'Università dell'Alberta, il 10 giugno 2004.

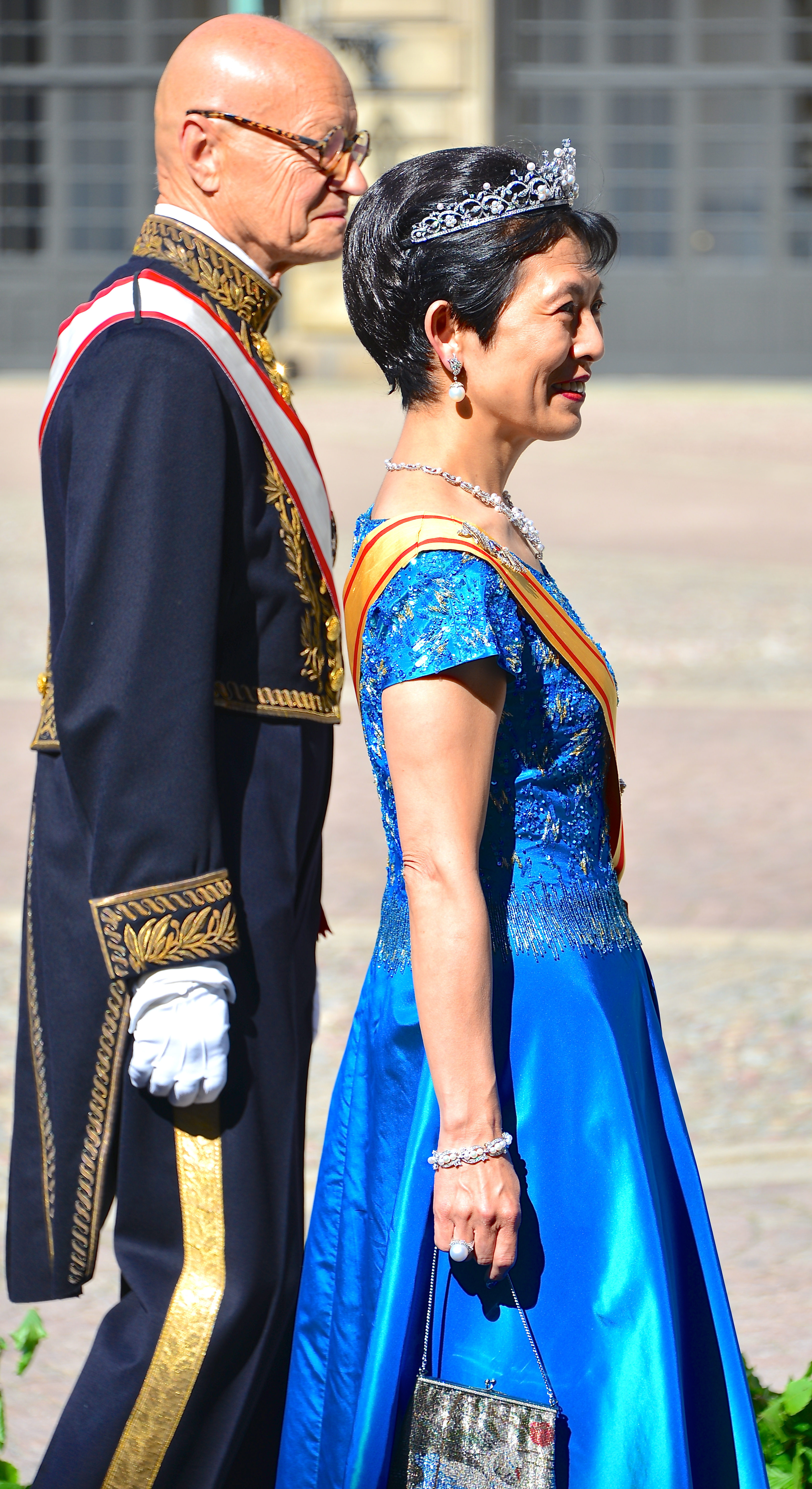
La principessa sulla strada per la chiesa del castello del Palazzo Reale di Stoccolma prima del matrimonio della principessa Maddalena di Svezia e Christopher O'Neill nel giugno del 2013.

Il principe e la principessa Takamado erano la coppia che ha viaggiato di più nella famiglia imperiale giapponese: insieme hanno visitato trentacinque paesi in quindici anni, al fine di rappresentare il Giappone in varie funzioni. Le ultime visite del principe hanno incluso l'Egitto e il Marocco nel maggio del 2000, le Hawaii nel luglio del 2001, per promuovere la cerimonia del tè giapponese, e la Corea del Sud, tra maggio e giugno del 2002. Quest'ultimo viaggio è stato fatto al fine di partecipare alla cerimonia di apertura del campionato mondiale di calcio del 2002. È stata la prima visita reale giapponese dopo la seconda guerra mondiale, ed è stato un passo importante per la promozione delle relazioni bilaterali amichevoli tra i due paesi. La coppia ha fatto un lungo giro del paese, ha incontrato sia il presidente Kim Dae-jung che persone comuni e ha visitato gli impianti per i disabili fisici che la principessa coreana Masako Nashimoto aveva sponsorizzato.
Dopo la morte del principe, la moglie è stata estremamente attiva in un gran numero di organizzazioni di beneficenza che coinvolgono lo sport, lo scambio culturale e l'ambiente, assumendo tutti i ruoli precedentemente detenuti dal suo defunto marito, oltre a numerosi nuovi incarichi. Dal novembre del 2002, la principessa ha servito come presidente onorario del Trofeo principe Takamado, una competizione di oratoria tra scuole superiori giapponesi.
Nel giugno del 2003, ha visitato Dublino per i giochi olimpici speciali. Nel giugno dell'anno successivo, ha fatto una visita ufficiale in Canada, viaggiando ampiamente in tutta la nazione come parte del 75º anniversario delle relazioni diplomatiche formali tra il Canada e il Giappone. Durante questa visita, ha ricevuto due dottorati honoris causa in giurisprudenza, uno dall'Università dell'Alberta e l'altro dall'Università dell'Isola Principe Edoardo. Nel novembre successivo, ha visitato Bangkok, per partecipare alla 3ª Conferenza dell'Unione Internazionale per la Conservazione della Natura in qualità di presidente onorario di BirdLife International, ONG che si prefigge come scopo la protezione e la conservazione delle varie specie aviarie esistenti al mondo, soprattutto di quelle più a rischio e la restaurazione e preservazione dei loro habitat naturali. Nel marzo del 2004 infatti, la principessa è stata eletta per succedere alla regina Noor di Giordania in qualità di presidente onorario di BirdLife International.
Nel 2008, ha visitato Montevideo e Buenos Aires per la Birdlife World Conservation Conference. Durante questa visita, ha partecipato ad una speciale partita di polo, giocata in suo onore dai fratelli Novillo Astrada presso La Aguada Polo Club.
Nel giugno del 2005, ha visitato la Germania per assistere alla FIFA Confederations Cup; era presente alle partite Germania-Argentina e Giappone-Brasile. In seguito, ha visitato la Giordania per assistere al matrimonio della principessa Badiya bint El Hassan. Nel novembre dello stesso anno, è tornata in Inghilterra per il Consiglio Globale di BirdLife International. Nel gennaio dell'anno successivo, è tornata in Canada per assistere all'apertura della galleria del Giappone "Principe Takamado" presso il Royal Ontario Museum. Nello stesso anno è ritornata anche in Germania per il campionato mondiale di calcio del 2006.
Nel giugno del 2013, si è recata in Svezia per partecipare al matrimonio della principessa Maddalena e Christopher O'Neill. Il 18 giugno dell'anno successivo ha visitato Brasile, Colombia e Francia. In Brasile, ha assistito ad una partita di calcio della coppa del mondo, essendo presidente onorario della Federazione calcistica del Giappone. In Colombia, ha visitato la locale Federazione di calcio. In Francia, ha partecipato alla manifestazione della Federazione internazionale di kyudo, essendo presidente onoraria della federazione nazionale. È rientrata in Giappone il 24 giugno.

## Cariche onorifiche
- Patrona onoraria dell'Associazione nazionale giapponese di sci
- Patrona onoraria della Federazione del Giappone Amateur Orchestre Corp
- Presidente onoraria dell'Internazionale Ikebana[3][4]
- Presidente onoraria dell'Associazione giapponese dilettantesca del baseball
- Presidente onoraria della Federazione giapponese di tiro con l'arco
- Presidente onoraria della Federazione giapponese di scherma
- Presidente onoraria dell'Associazione giapponese di salvataggio in mare
- Presidente onoraria dell'Associazione giapponese di hockey
- Patrona onoraria della Federazione calcistica del Giappone
- Presidente onoraria della Società Giappone-Spagna
- Patrona onoraria del Centro di promozione delle arti folcloristiche
- Presidente onoraria della Fondazione Inamori
- Presidente onoraria della Federazione giapponese di vela
- Presidente onoraria dell'Associazione giapponese di squash
- Presidente onoraria della Federazione giapponese dei piccoli amici del mare
- Patrona onoraria del Fondo nazionale giapponese per gli studenti
- Patrona onoraria della Società asiatica del Giappone
- Patrona onoraria dell'Associazione "Les Amies de Langue Francaise"
- Vicepresidente onoraria dell'Associazione Culturale Giappone-Egitto
- Patrona onoraria della Società Giappone-Canada
- Presidente onoraria di BirdLife International
- Presidente onoraria della Federazione internazionale Kyudo[5]
- Presidente onoraria della Fondazione in memoria del principe Takamado per lo scambio Giappone-Corea
- Presidente onoraria dell'Associazione internazionale dei sostenitori dei centri dell'educazione
- Vicepresidente onoraria della Società della croce rossa giapponese
- Patrona onoraria per l'Asia del Club Bird Life International